# NGC 7292
NGC 7292 је галаксија у сазвежђу Пегаз која се налази на NGC листи објеката дубоког неба.
Деклинација објекта је + 30° 17' 35" а ректасцензија 22h 28m 25,7s. Привидна величина (магнитуда) објекта NGC 7292 износи 12,4 а фотографска магнитуда 13,0. Налази се на удаљености од 16,2000 милиона парсека од Сунца. NGC 7292 је још познат и под ознакама UGC 12048, MCG 5-53-3, CGCG 495-3, IRAS 22261+3002, KARA 967, KAZ 290, PGC 68941.